# Ludwig Drescher
Ludwig Drescher (Sønderborg, 21 juli 1881 – Kopenhagen, 14 juli 1917) was een Deens voetballer, die speelde als doelman voor de Deense club Kjøbenhavns Boldklub. Hij overleed op 35-jarige leeftijd.

## Interlandcarrière
Drescher speelde vier interlands voor de Deense nationale ploeg, waarmee hij in 1908 deelnam aan de Olympische Spelen in Londen. Daar won de selectie onder leiding van de Engelse bondscoach Charles Williams de zilveren medaille. In de finale, gespeeld op 24 oktober 1908 in het White City Stadium, bleek gastland Engeland met 2-0 te sterk. Vier jaar later, bij de Olympische Spelen in Stockholm, was Drescher reservedoelman achter eerste keuze Sophus Hansen.